# Blitz (Eugenio Finardi)
Blitz è il quarto album di Eugenio Finardi, pubblicato nel 1978 per la Cramps e prodotto dallo stesso Finardi con Paolo Tofani.

## Il disco
L'album è anticipato da due 45 giri: Affetto/Op. 29 in Do maggiore, pubblicato nell'autunno del 1977, e Cuba/Extraterrestre, pubblicato a dicembre dello stesso anno, poche settimane prima della pubblicazione dell'album.
Con questo disco Finardi cambia i suoi musicisti di supporto, iniziando la propria collaborazione con il gruppo dei Crisalide, costituito da Stefano Cerri al basso, Mauro Spina alla batteria, Maurizio Preti alle percussioni, Luciano Ninzatti alla chitarra e Ernesto Vitolo alle tastiere, quest'ultimo sostituito da Mark Harris (dei Napoli Centrale e Rovescio della Medaglia) dalla fine del 1979.
Con Blitz l'autore inizia una serie di dischi di impostazione più introspettiva rispetto ai precedenti.
Il brano più famoso dell'album risulterà essere Extraterrestre.

## Tracce
1. Extraterrestre – 5:27
2. Come un animale – 4:02
3. Drop out rock – 3:53
4. Affetto – 5:07
5. Cuba – 4:49
6. Op. 29 in Do maggiore – 5:11
7. Northampton, Genn. '78 – 2:07
8. Guerra lampo – 4:36

## Formazione
- Eugenio Finardi – voce
- Stefano Cerri – basso
- Ernesto Vitolo – pianoforte, Fender Rhodes
- Mauro Spina – batteria
- Luciano Ninzatti – chitarra
- Stefano Pulga – tastiera
- Maurizio Preti – percussioni
- Lucio Fabbri – violino
- Claudio Pascoli – sax